# 普顏怯里迷失
普顏怯里迷失（?—?），弘吉剌氏，元朝晉王甘麻剌的王妃。甘麻剌是元世祖忽必烈的太子真金的长子。他作晉王时，纳普顏怯里迷失为晉王元妃。
至元三十年（1293年）十月二十九日，在漠北草原的晋王府，普顏怯里迷失生皇重孙也孙铁木兒（泰定帝）。
至治三年（1323年）八月，元英宗在南坡之变中被杀，九月元泰定帝在漠北草原登基称帝。
至治三年十二月十一日（1324年1月7日），泰定帝追尊其父親甘麻剌為皇帝（顯宗），追尊其母亲普顏怯里迷失为皇后，为普顏怯里迷失上谥号宣懿淑圣皇后，升祔皇考显宗庙，直到1328年元文宗毀其廟室。
册文是：
祗缵皇图，方弘仁孝之化；追崇圣母，永怀鞠育之恩。匪建鸿名，畴彰厚德。钦惟皇妣晋王妃弘吉剌氏，淑侔周姒，贤迈虞嫔。俪我先王，恪守肇基之地；昭其懿范，益恢正始之风。顺坤道以承乾，炯月辉以溯日。阴功久积，衍圣绪于无疆；神器攸归，知庆源之有自。仰徽音之如在，慨至养之莫加。聿选休辰，爰修缛典。谨遣摄太尉某奉玉册玉宝，上尊谥曰宣懿淑圣皇后。伏惟淑灵在上，式垂鉴临，合享太宫，永锡繁祉。

## 延伸阅读
[在维基数据编辑]
 《元史·卷116》，出自宋濂《元史》
 《新元史/卷104》，出自柯劭忞《新元史》